# Ustrój polityczny Łotwy
Łotwa jest wielopartyjną, republiką parlamentarno-gabinetową. Występuje tam trójpodział władzy. Władza legislacyjna jest w rękach jednoizbowego parlamentu, egzekutywa – prezydenta i rządu, a sądownicza – niezawisłych sądów.

## Historia ustroju
Łotwa uzyskała niepodległość w 1918 roku, kiedy to 18 listopada Rada Ludowa (pod kierownictwem Karlisa Ulmanisa) wydała oświadczenie o niezależnym bycie państwowym. Tworzeniem konstytucji nowego państwa zajęło się Zgromadzenie Ustawodawcze Łotwy, zdominowane przez ugrupowania socjaldemokratyczne i prawicowy Związek Chłopski (Ulmanis). Jej dziełem była konstytucja tymczasowa z 1 czerwca 1920 roku. Po pierwszych wyborach, parlament uchwalił konstytucję Łotwy 15 lutego 1922 r.
Ustrój republiki parlamentarno-gabinetowej wprowadzony przez konstytucję przetrwał jednak tylko 12 lat, ponieważ już w 1934 roku władzę w kraju przejął reżim autorytarny. W nocy z 15 na 16 maja miał miejsce zamach stanu przeprowadzony przez Ulmanisa. Wprowadzał on stan wojenny, zawieszał działalność partii politycznych i rozwiązywał parlament. Przez 6 lat sprawuje niepodzielnie władzę na Łotwie.
17 czerwca 1940 roku na tereny państw bałtyckich wkracza Armia Czerwona, która zmusza władze tych krajów do obsadzenia stanowisk państwowych posłusznymi agresorowi urzędnikami. W krótkim czasie następuje rozpisanie nowych wyborów parlamentarnych, w efekcie których nowo wybrane parlamenty państw bałtyckich kierują prośby do ZSRR o przyjęcie tych państw w poczet części składowych Kraju Rad.
Łotwa odzyskuje niepodległość na początku lat 90. 4 maja 1990 roku parlament łotewski wybrany na podstawie nowej ordynacji wyborczej uchwalił deklarację o przywróceniu niepodległości Łotwy. Przywrócono również obowiązywanie konstytucji łotewskiej z 1922 roku, 15 października 1998 dodano rozdział VIII – Podstawowe Prawa Człowieka.

## Saeima
Parlament Łotewski jest unikameralny, tzn. składa się z tylko jednej izby, którą stanowi Saeima (Sejm). Składa się on ze 100 posłów, wybieranych w czteroprzymiotnikowych wyborach, na kadencję trwającą 4 lata.
Sejm posiada władzę ustrojodawczą (może m.in. wprowadzać zmiany w konstytucji) i ustawodawczą (wydaje ustawy). Wybiera także prezydenta (którego może w każdym momencie odwołać), udziela wotum zaufania rządowi, mianuje sędziów (również Sądu Najwyższego) i członków Sądu Konstytucyjnego oraz Kontroli Państwowej.

## System wyborczy
Wybory do Sejmu odbywają się co 4 lata, w pierwszą sobotę października. Posłowie wybierani są w wyborach powszechnych, równych, bezpośrednich i tajnych. Podział mandatów odbywa się według systemu proporcjonalnego (metoda Saint-Laguë), a klauzula zaporowa (próg wyborczy) wynosi 5%.
Prawo wyborcze czynne przysługuje obywatelom, którzy ukończyli 18 lat, a prawo wyborcze bierne – 21 lat.

## Prezydent

Flaga prezydenta Łotwy

Wybierany jest przez Sejm na kadencję trwającą 4 lata, musi mieć minimum 40 lat. Dopuszczalna jest tylko jedna reelekcja. W łotewskim systemie politycznym prezydent ma bardzo ograniczone uprawnienia. Do najważniejszych należą: prawo desygnowania kandydata na premiera oraz możliwość zainicjowania rozwiązania parlamentu (tutaj decyzję ostateczną podejmuje naród w referendum).
Prezydent może być w każdym momencie odwołany przez parlament. Do odwołania prezydenta potrzebna jest inicjatywa minimum 1/2 członków parlamentu i poparcie jej przez większość kwalifikowaną głosujących – 2/3 składu izby.
Prezydent może zawetować ustawę przyjętą przez parlament. Jeżeli uczyni to w ciągu 7 dni od przyjęcia ustawy (z własnej inicjatywy lub na żądanie 1/3 posłów), ustawa może być poddana pod głosowanie ludowe (na żądanie minimum 1/10 wyborców). Parlament może przełamać prezydenckie weto za pomocą większości 3/4 głosów lub też uniemożliwić mu jej wstrzymanie uchwalając pilność ustawy większością 2/3 głosów.
Wszystkie akty urzędowe prezydenta muszą mieć kontrasygnatę premiera lub odpowiedniego ministra.

## Gabinet Ministrów
Gabinet Ministrów (Ministru kabinets) pełni ogólną funkcję kierowniczą w państwie. Tworzy go desygnowany przez prezydenta kandydat na premiera. Odpowiada za swą działalność przed parlamentem i musi uzyskać jego zaufanie. Sejm może uchwalić wobec rządu (lub premiera) wotum nieufności, implikujące dymisję Gabinetu.
Gabinet Ministrów posiada konstytucyjne prawo, aby w przerwach pomiędzy sesjami parlamentu wydawać uchwały z mocą ustawy, które jednak muszą zostać w terminie trzech dni od otwarcia sesji przedłożone do zatwierdzenia Sejmowi.

## Sąd Konstytucyjny
Sąd to niezawisły organ władzy sądowniczej sprawujący nadzór nad hierarchiczną zgodnością aktów prawnych (m.in. ustaw z konstytucją). Składa się z 7 sędziów zatwierdzanych przez Sejm:
- 3 zgłaszają posłowie,
- 2 zgłasza Gabinet Ministrów,
- 2 zgłasza plenum Sądu Najwyższego.

## Kontrola Państwowa
Jest to niezawisły organ kolegialny, którego członków mianuje parlament w identycznym trybie jak sędziów, przy czym zajmowanie urzędu ma charakter kadencyjny. Nadzoruje on działalność gospodarczą państwa.